# Sielsowiet Białousza
Sielsowiet Białousza (biał. Белавушскі сельсавет; ros. Белоушский сельсовет) – sielsowiet na Białorusi, w obwodzie brzeskim, w rejonie stolińskim, z siedzibą w Białouszy.
Według spisu z 2009 sielsowiet Białousza zamieszkiwało 2640 osób, w tym 2579 Białorusinów (97,69%), 26 Rosjan (0,98%), 19 Ukraińców (0,72%), 3 Polaków (0,11%), 2 Łotyszy (0,08%), 3 osoby innych narodowości i 8 osób, które nie podały żadnej narodowości.

## Miejscowości
- agromiasteczko:
  - Białousza
- wieś:
  - Rybniki (hist. Dąbrowa)